# Leucodontaceae
Leucodontaceae, porodica pravih mahovina u redu Hypnales, nekada klasificirana vlastitom redu Leucodontales, što nije priznato. Porodica i red dobili su ime po rodu Leucodon. Oko 70 priznatih vrsta.

## Rodovi
1. Alsia Sull.
2. Antitrichia Brid.
3. Astrodontium Schwägr.
4. Bestia Broth.
5. Dendroalsia E. Britton ex Broth.
6. Dozya Sande Lac.
7. Eoleucodon H.A. Mill. & H. Whittier
8. Forsstroemia Lindb.
9. Leucodon Schwägr.
10. Leucodontella Nog.
11. Macouniella Kindb.
12. Macrosporiella Dixon & Thér.
13. Nogopterium Crosby & W.R. Buck
14. Okamuraea Broth.
15. Pterogoniadelphus M. Fleisch.
16. Rigodiopsis Dixon & Thér.
17. Scabridens E.B. Bartram